# Скубишевски, Цезары
Цезары Скубишевски (пол. Cezary Skubiszewski; род. в 1948 году, в Варшаве, Польша) — австралийский композитор польского происхождения.

## Биография
Родился в 1948 году в Варшаве, столице Польши. В шесть лет начал заниматься игрой на фортепиано. С 1968 года регулярно выезжал из Польши в Великобританию и Францию, где жил его дядя. Во время вторжения в Чехословакию дядя желал, чтобы племянник остался жить у него. В двадцать пять лет, в 1974 году, иммигрировал в Австралию, из-за чего в 1980-х годах был лишён польского гражданства. Обучался в Мельбурнском университете, получил образование ветеринара.
С 90-х годов писал музыку к фильмам и телепрограммам.
В 2003 году поселился в пригороде Мельбурна St Kilda East.

## Личная жизнь
Женат. Дети — австралийская актриса Вива Бьянка (урождённая Вива Скубишевски) и композитор-мультиинструменталист Ян Скубишевски.

## Избранная фильмография
- 1994 — «Небесные странники» / Sky Trackers (телесериал, 19 эпизодов)
- 1999 — «Пальцы веером» / Two Hands (кинофильм)
- 2003 — «Неисправимый оптимист» / The Rage in Placid Lake (кинофильм)
- 2006 — «Книга откровений» / The Book of Revelation (кинофильм)
- 2007 — «Смертельный номер» / Death Defying Acts (кинофильм)
- 2010 — «Ниже холма 60» / Beneath Hill 60 (кинофильм)
- 2011 — «Рыжий Пёс» / Red Dog (кинофильм)
- 2018 — «Пикник у Висячей скалы» / Picnic at Hanging Rock (мини-сериал, 6 эпизодов)
- 2020 — «Певица на всю голову» / Falling for Figaro (кинофильм)
- 2020 — «Империя комаров» / Mosquito State (кинофильм)

## Награды и номинации
В 2000 году получил премию AACTA за работу над фильмом «Каблуки». В 2010 был номинирован на AACTA и премию FCCA за музыкальное сопровождение к военному фильму «Ниже холма 60».
Также Скубишевски многократно номинировался и становился лауреатом премии Screen Music Awards, которую ежегодно выдаёт Австралийская правовая ассоциация:
| Год  | Номинируемая работа                                          | Категория                                                 | Результат |
| ---- | ------------------------------------------------------------ | --------------------------------------------------------- | --------- |
| 2003 | «After the Deluge»                                           | Лучший саундтрек-альбом                                   | Победа    |
| 2003 | «After the Deluge»                                           | Лучшая телевизионная музыкальная тема                     | Номинация |
| 2003 | «After the Deluge»                                           | Лучшая музыка в мини-сериале или телефильме               | Номинация |
| 2003 | «Black and White»                                            | Лучшее музыкальное сопровождение к полнометражному фильму | Номинация |
| 2005 | «Выговор» (англ. The Brush-Off)                              | Лучшая музыка в мини-сериале или телефильме               | Номинация |
| 2006 | «The Society Murders»                                        | Лучшая музыка в мини-сериале или телефильме               | Номинация |
| 2007 | «Книга откровений»                                           | Лучшее музыкальное сопровождение года                     | Номинация |
| 2007 | «Книга откровений»                                           | Лучший саундтрек-альбом                                   | Номинация |
| 2008 | «Night»                                                      | Лучшая музыка в документальном фильме                     | Победа    |
| 2008 | «Free Falling 2» (совместно с другими композиторами) – Night | Лучшая оригинальная песня для фильма                      | Номинация |
| 2009 | «Смертельный номер»                                          | Лучший саундтрек-альбом                                   | Победа    |
| 2009 | «Carla Cametti PD» (совместно с Яном Скубишевски)            | Лучшая телевизионная музыкальная тема                     | Номинация |
| 2010 | «Ниже холма 60»                                              | Лучшее музыкальное сопровождение к полнометражному фильму | Номинация |
| 2013 | «Тайна двухколёсного экипажа»                                | Лучшая музыка в мини-сериале или в телефильме             | Победа    |
| 2014 | «История моей матери»                                        | Лучшая музыка в документальном фильме                     | Победа    |
| 2014 | «Serangoon Road» – "Эпизод 6" (совместно с Яном Скубишевски) | Лучшая музыка в телевизионном сериале                     | Победа    |
| 2014 | «The Broken Shore»                                           | Лучший саундтрек-альбом                                   | Победа    |